# Arno Schilson
Arno Schilson (* 19. Januar 1945 in Lorch; † 29. März 2005) war ein deutscher römisch-katholischer Theologe.

## Leben
Arno Schilson studierte von 1964 bis 1969 Philosophie und katholische Theologie an der Philosophisch-Theologischen Hochschule St. Georgen in Frankfurt am Main und wurde 1969 zum Priester geweiht. Nach einer Zeit als Seelsorger begann er 1971 ein Promotionsstudium an der Eberhard Karls Universität Tübingen. Nach der Promotion zum Dr. theol. 1973 in Tübingen mit einer Arbeit zu den geschichtstheologischen Ansätzen des Dichters Gotthold Ephraim Lessing wurde er 1974 wissenschaftlicher Assistent bei Walter Kasper an der Katholisch-Theologischen Fakultät in Tübingen. In seiner Habilitationsschrift befasste er sich 1981 mit dem Maria Laacher Benediktiner Odo Casel und lehrte anschließend bis 1984 als Professor an der Johannes Gutenberg-Universität in Mainz. Nachdem er aus dem Priesteramt ausgeschieden war, lehrte er an der Universität Mainz als Professor für Abendländische Religionsgeschichte im Fachbereich Geschichtswissenschaft.
Seit 1996 war er Mitglied der Sectio theologica der Bayerischen Benediktinerakademie. Von 1993 bis 1997 war er Präsident der International Lessing Society mit Sitz in Cincinnati, dann bis 2001 Senior Editor des „Lessing Yearbook“.
Arno Schilson war verheiratet und Vater einer Tochter.

## Schriften (Auswahl)
- Geschichte im Horizont der Vorsehung. Gotthold Ephraim Lessings Beitrag zu einer Theologie der Geschichte. Mainz 1974, ISBN 3-7867-0444-9 (Dissertation).
- Christologie im Präsens. Kritische Sichtung neuer Entwürfe. Herder, Freiburg i. Br. 1974 (mit Walter Kasper)
- Theologie als Sakramententheologie. Die Mysterientheologie Odo Casels. Mainz 1982, ISBN 3-7867-0928-9 (Habilitation).
- Perspektiven theologischer Erneuerung. Studien zum Werk Romano Guardinis. Düsseldorf 1986, ISBN 3-491-77668-6.
- Die wahre Freude der Weihnacht. Freiburg im Breisgau 1989, ISBN 3-451-21606-X.